# Dossenheim-sur-Zinsel
Dossenheim-sur-Zinsel é uma comuna francesa na região administrativa de Grande Leste, no departamento Baixo Reno. 

## Demografia
Evolução da população:
| 1962 | 1968 | 1975  | 1982  | 1990  | 1999  |
| ---- | ---- | ----- | ----- | ----- | ----- |
| 951  | 954  | 1.057 | 1.094 | 1.098 | 1.069 |